# Apollo–7
Az Apollo–7 az Apollo-program első sikeres emberes repülése volt. A repülés célja ismét annak igazolása volt, hogy a NASA által felállított koncepció – azaz, hogy két különálló űrhajóval repülnek, egyikkel a Holdhoz és a hazavezető utat megtéve, a másikkal le- és felszállva az égitesten – hardver oldalról működőképes-e, azaz az Apollo–1 tüze után beigazolni, hogy az Apollo űrhajó konstrukciója alkalmas az űrrepülésre és a későbbi repüléseken a Hold elérésére. Ennek érdekében az űrhajót részlegesen újratervezték és a szükséges helyeken átépítették. A repülés idejére megszüntették az eredetileg folytatott kétlépcsős fejlesztést, és a berepülésre már a kész, teljes értékű holdűrhajó került. A koncepció más tekintetben nem változott, a felbocsátáshoz ismét csak a kisebbik Saturn rakétát, a Saturn IB-t választották ki, és az űrhajó ugyanonnan, a 34-es indítóállásból startolt, ahonnan az Apollo–1 startolt volna, illetve ahol az katasztrófát szenvedett.
A repülésre Deke Slayton, a személyzeti ügyekért felelős NASA-igazgató visszatért egy korábbi jelöléséhez. Már az Apollo–1 idején megnevezte az első és a második – lényegében teljesen azonos – Apollo-repülés legénységét. Az egyik legénysége lett volna a Gus Grissom, Ed White és Roger Chaffee trió, a másiké pedig Wally Schirra parancsnok, Donn Eisele, a parancsnoki egység pilótája és Walt Cunningham holdkomppilóta. Az utóbbi legénység repülését később a NASA törölte, őket magukat pedig kinevezték az Apollo–1 tartalék legénységévé. Amikor az Apollo–1 balesete megtörtént, a legénységi jelöléseket teljesen törölték. Az Apollo–7 tervezésekor ez a séma lépett elő ismét, és az egykori tartalékok léptek a szerencsétlenül járt legénység helyébe, igaz, más űrhajóval és más sorszámmal. A tartalék legénység ezúttal Tom Stafford parancsnokból, John Young parancsnoki pilótából és Gene Cernan holdkomppilótából állt fel.
A repülés 1968. október 11-én 15:02:45-kor (20:02:45 UTC) startolt el Floridából, majd egy 11 napos programot mutatott be a személyzet. Első feladatként leváltak az S-IVB rakétafokozatról, majd ismét randevúztak vele, imitálva – az ezúttal a rakétába be nem épített – holdkomppal való összekapcsolódást. A művelet kulcsfontosságú volt a későbbi repülések tekintetében, és teljes sikert hozott. Később az űrhajó SPS főhajtóművének tesztindításait végezték el – amely szintén alapvető fontosságú volt a Hold körüli pályára állásoknál és az onnan való hazatérésnél –, szintén teljes sikerrel. Emellett számos megfigyelést, kísérletet végeztek el. A repülés mégis arról lett emlékezetes, hogy a legénység és az irányítás között sokszor támadt feszültség és ebből adódó vita. Ez némileg írható annak számlájára is, hogy a legénységen egy kisebb betegség sörpört végig, míg fenn voltak, és ebből fakadóan érzékenyebbek voltak. Mégis hatalmas viták törtek ki arról, hogy legyen-e a legénység szerint felesleges és a többi feladat rovására menő tévéadás, vagy a leszálláskor viseljenek-e sisakot. A viták hatására később a NASA úgy döntött, hogy Eisele és Cunningham nem repülhet többé űrhajón (míg Schirra maga jelentette be a repülést megelőzően, hogy már nem vállal több felszállást és nyugalomba vonul).
A repülés 10 nap 20 óra 9 perc és 3 másodperc repülés után 1968. október 22-én ért véget, amikor az űrhajó az Atlanti-óceánon Bermuda térségében szállt vízre, ahol a U.S.S. Essex repülőgép-hordozó várta, hogy kiemelje.

## Személyzet
| Beosztás                      | Űrhajós                       | Űrhajós                       |
| ----------------------------- | ----------------------------- | ----------------------------- |
| Parancsnok                    | Wally Schirra (3) űrrepülés   | Wally Schirra (3) űrrepülés   |
| A parancsnoki egység pilótája | Donn Eisele (1) űrrepülés     | Donn Eisele (1) űrrepülés     |
| Holdkomppilóta                | Walt Cunningham (1) űrrepülés | Walt Cunningham (1) űrrepülés |

### Tartalék személyzet
| Beosztás                      | Űrhajós                    | Űrhajós                    |
| ----------------------------- | -------------------------- | -------------------------- |
| Parancsnok                    | Tom Stafford (4) űrrepülés | Tom Stafford (4) űrrepülés |
| A parancsnoki egység pilótája | John Young (6) űrrepülés   | John Young (6) űrrepülés   |
| Holdkomppilóta                | Gene Cernan (3) űrrepülés  | Gene Cernan (3) űrrepülés  |

(zárójelben végrehajtott küldetések száma, ezt is beleértve)

### Kapcsolattartó személyzet
- Ronald Evans
- Edward Givens
- Jack Swigert
- Bill Pogue

## Előzmények
Az Apollo-programot 1961. május 25-én jelentette be John F. Kennedy elnök az amerikai kongresszus előtt mondott beszédében azzal a céllal, hogy az űrversenyben az USA végre átvegye a kezdeményezést és megelőzze a Szovjetuniót, amely eladdig olyan teljesítményekkel, mint az első műhold feljuttatása, majd az első ember feljuttatása a világűrbe megingathatatlan vezető szerepet szerzett. A program célja a Hold elérése volt kötött határidőn belül. A feladatot a NASA kapta, amelynek szakemberei ki is dolgozták a Hold elérésének módszerét. Az idő előrehaladtával ez folyamatosan változott: előbb a direkt leszállás módszere volt kitűzve, amelyet felváltott az ún. EOR (Earth Orbit Rendezvous – Randevú Föld körüli pályán) módszer, végül pedig lefektették az ún. LOR (Lunar Orbit Rendezvous – Hold körüli pályán végrehajtott randevú) koncepcióját. Az elgondolások között a felküldendő tömeg volt a lényegi különbség. Az elsőnél egy gigantikus tömegű rakéta szállt volna fel, majd eljutván a Holdhoz le a holdfelszínre és vissza. A második már annyit enyhített ezen, hogy a gigantikus feljuttatandó tömeget több „csomagban” juttatta volna fel Föld körüli pályára, ahol összedokkolgatva őket indulhatott volna a Holdra. A harmadik pedig azt a forradalmi újítást hozta el, hogy két külön űrhajót vizionált, egyet amelyikben a holdutazók eljutnak a Holdig, majd vissza a Földre és egy másikat, amelyet csak a holdi leszállásra és felszállásra használnak. Ezzel meg lehetett takarítani azt a jelentős tömeget, amely a hazajutáshoz szükséges hajtóanyag kényszerű Holdra juttatásával, majd onnan való felszállításával járt volna. Ez utóbbi koncepció kijelölte a fejlesztési irányokat is: kell egy nagyobb és egy kisebb űrhajó, egy anyaűrhajó és egy holdkomp.
A koncepció birtokában a NASA megtervezte a Holdra jutáshoz szükséges állomásokat és az azokat teljesítő űrrepüléseket is, amelyeket egy ABC sorrendbe szervezett táblázatban foglalt össze. Ennek keretében az A jelű repülés volt a leendő anyaűrhajó automata berepülése, a B jelű repülés a holdkomp automata berepülése, majd a C jelű repülés az anyaűrhajó emberekkel való szűzrepülése. A verseny tempója által diktálva a NASA ezeket rohamtempóban próbálta teljesíteni. Az első repüléseket 1966 vége előtt kívánta teljesíteni, amelyhez egyrészt kijelölték a hamarabb készen álló, kisebb – de még elégséges teljesítményű – Saturn IB rakétát, illetve kettéosztották az anyaűrhajó fejlesztését egy Block I jelű előszériára, amely még nem kapott meg minden képességet, de Föld körüli pályán való berepülésre teljesen alkalmas volt (egyedül a holdkomppal való csatlakozásra hivatott dokkolószerkezet és randevúradar (illetve ezek kapcsolódó berendezései) hiányoztak belőle, valamint egy Block II jelű teljes értékű második szériára. Az első berepülést a Block I-gyel kívánták megvalósítani. Ennek startját kisebb csúszások után 1967. február 21-re tűzték ki.

### Apollo–1

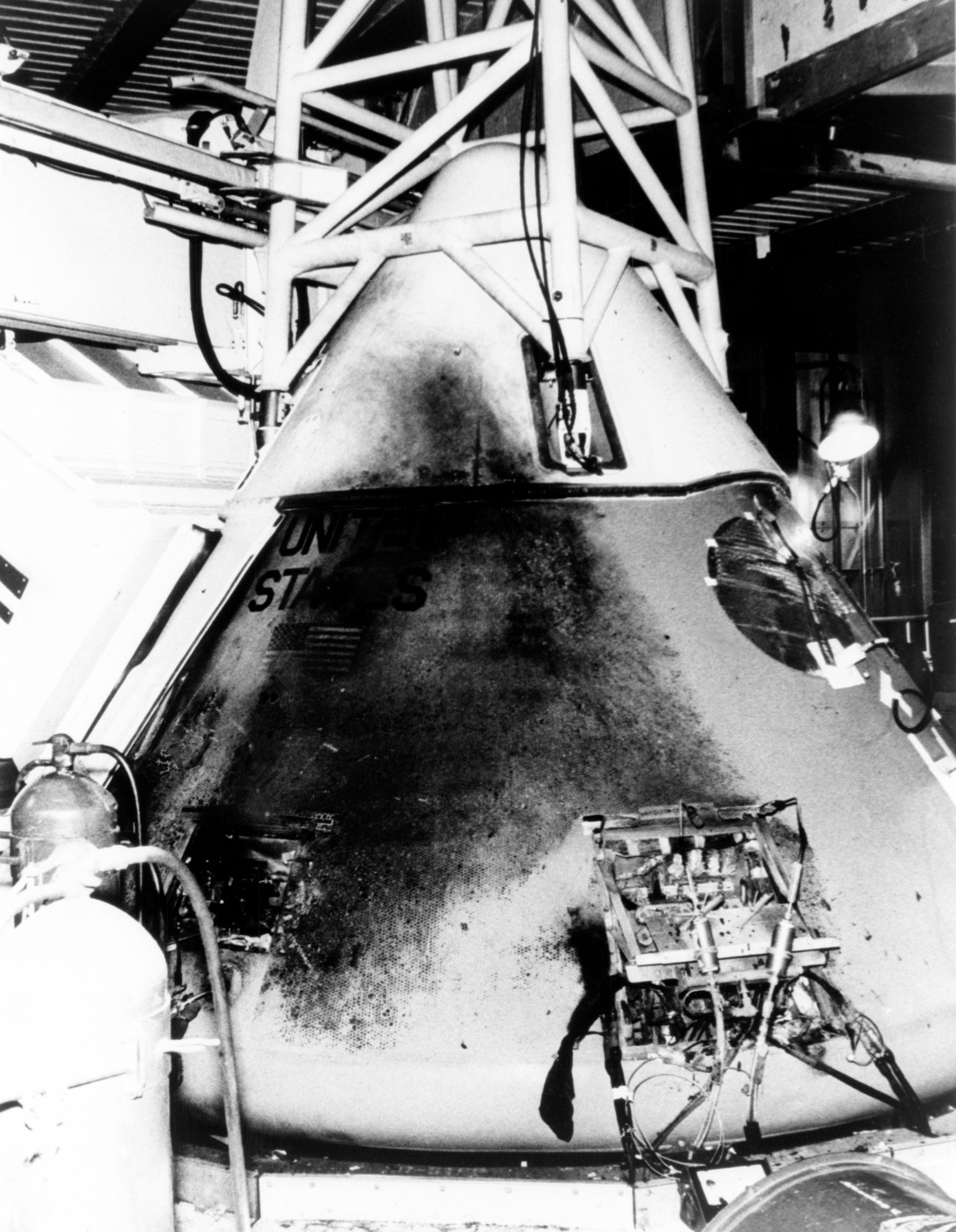
A kiégett, koromlepte Apollo–1 (AS–204) kabinja

Ez a bizonyos Block I repülés az AS–204 jelű küldetés lett volna, amelynek a valós startig még számos teszten kellett bizonyítani előbb a hardver alkalmasságát. A repülésre Deke Slayton, a NASA repülőszemélyzetekért felelős igazgatója Gus Grissom parancsnokot, Ed White-ot mint a parancsnoki modul pilótáját és Roger Chaffee holdkomppilótát jelölte ki, így ők vettek részt ezeken a teszteken is. Ugyanők voltak, akiket a NASA korábban a kaliforniai Downey-be, a gyártó North American telephelyére delegált, hogy felügyeljék és segítsék az űrhajó építését, majd annak Cape Kennedy-re érkezése után a teszteken végigvigyék a gyártmányt. A repülésre felkészítendő CSM–012 gyári számú parancsnoki és műszaki egységet (CSM) még a végszerelés során is számos ponton változtatták meg, majd magassági kamrás tesztek jöttek soron, mielőtt az űrhajót a valós indítóállásban egy valós rakétára szerelték volna. A felbocsátás előkészítése a célegyenesbe fordult, amikor startszimulációkat kezdtek futtatni az űrhajósok és a mérnökök.
1967. január 27-én egy ilyen startszimuláció lett volna az ún. csatlakozók ki (plugs-out) teszt, amelyben azt akarták kipróbálni, hogyan működik az űrhajó, amikor – hasonlóan egy igazi starthelyzethez – kihúzzák az összes csatlakozót, és az űrhajó immár nem az indítóállás energiaforrásaira csatlakozik, hanem a saját belső berendezéseire. A teszt nem haladt rendben, különböző problémák miatt meglehetősen elhúzódott, különösen egy kommunikációs teszt okozott sok fejfájást – az űrhajó és a néhány háztömbnyire levő irányítóközpont között szakadozott a rádióadás –, amelynek elhárításán dolgoztak a technikusok. Már éppen elkészültek a megoldással, amikor váratlanul, hidegzuhanyszerűen az űrhajósok azt jelentették a rádión át, hogy tűz ütött ki a kabinban.
A vészhelyzet pillanatok alatt elharapózott, a tűz rendkívül gyorsan elborította az egész kabint, majd az óriásira nőtt belső nyomás kirepesztette a kabin falát. Közben mind az űrhajósok, mind az indítóállás mentésre siető személyzete a kabinajtó kinyitásával kezdett próbálkozni, ám az egy konstrukciós hiba miatt csak rendkívül nehezen és lassan sikerült. Mire ki tudták nyitni, már késő volt, az űrhajósok időközben meghaltak a kabinban.
A tűz kivizsgálására egy vizsgáló bizottságot állított fel a NASA. Ez megállapította, hogy a tűz kiváltó oka egy helytelen tervezési filozófiai hiba volt, a korábban széles körűen alkalmazott, tiszta oxigénes kabinlégkör okozta fokozott tűzveszély vált valóra, és amiatt – illetve a szintén tervezési hibának számító, gyúlékony anyagok viszonylag széles körű alkalmazása miatt – lobbanhatott lángra és éghetett ki az űrhajó. Ezt tetézte a kabinajtó tervezési hibája, mivel az befelé nyílt és egy bonyolult nyitómechanizmus működtette, és a tűz miatt extrém módon megemelkedett belső nyomás miatt nyithatatlanná vált. Az űrhajósok halálát nem a tűz, hanem az átégett légzőcsöveken, illetve a szintén nem tűzálló szkafanderek végzetes sérülésein beszivárgó mérgező gázok belélegzése okozta. A feltárt hiányosságok alapján kialakuló cselekvési terv mentén számos helyen kellett újratervezni az űrhajót. A tűz és az újratervezés végén engedélyezett újabb startkísérlet között húsz hónap telt el.
A NASA az elhunyt űrhajósok özvegyeinek javaslatára kegyeletből elvetette a korábbi AS–204 repülési jelzést, és helyette az Apollo–1 jelölést használták tovább.

### A legénység kiválasztása

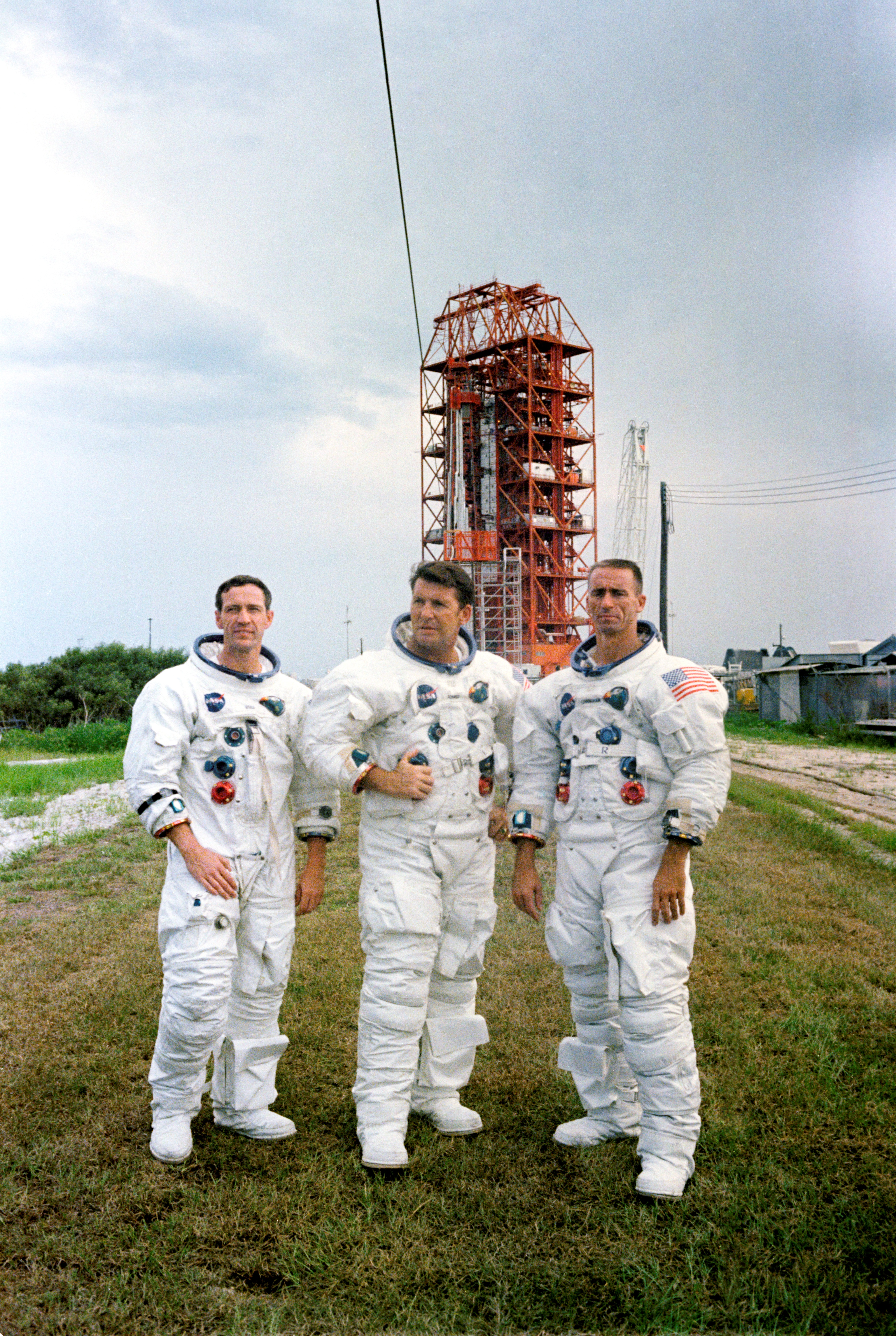
Az Apollo–7 kijelölt legénysége az indítópadjuk előtt

Deke Slayton 1966 januárjában nevezte meg az első Apollo-legénységet az akkor még AS–204 jelet viselő repülésre: Gus Grissom, Ed White és Donn Eisele. Ám hamarosan Donn Eiselét baleset érte súlytalanság gyakorlása közben a NASA egyik KC–135-ösén, és Roger Chaffee foglalta el a helyét, ő pedig Chaffee helyére csúszott vissza Wally Schirra és Walt Cunningham közé. Ezt a hármast hamarosan kijelölték az AS–206-ra, amelyen a Block I űrhajó Föld körüli pályán való első repülés megismétlését hajtották volna végre. 1966 decemberében – csak nagyon rövid idő volt már hátra az első tervezett repülésig – ezt a csak ismétlést jelentő repülést mégis törölte a NASA  (korábban, a Mercury-programban volt példa arra, hogy pusztán a képesség igazolására megismételtek repüléseket, ám ezúttal a NASA vezetése úgy látta, ez felesleges időhúzás). A Schirra, Cunningham, Eisele triót pedig felcserélték az AS–204 tartalék legénységével, akik új repülést kaptak, míg Schirráéké lett az első repülés tartalékainak szerepe.
Ebbe a helyzetbe robbant bele Grissomék tragédiája, és a három űrhajós halála minden korábbi legénységi jelölést törölt. Slayton a baleseti kivizsgálás nyomán végzett korrekciós lépések végeztével vette elő ismét a legénységi rotációt, és úgy döntött, hogy az első repülés tartalékait emeli be az első repülés végleges legénységébe. Így kapta meg a Schirra, Cunningham, Eisele trió a lehetőséget az első Apollo-repülésre, az Apollo–7-re (és ezen belül Schirra azt a lehetőséget, hogy ő legyen az első és egyetlen űrhajós, aki egymás után repült mind a Mercury, mind a Gemini és az Apollo űrhajóval is). Az új legénységi sémában a tartalék legénység szerepét Tom Stafford parancsnok, John Young parancsnokiegység-pilóta és Gene Cernan holdkomppilóta kapta.
Érdekes személyzeti kérdés volt a kiszolgálószemélyzet egy kulcspozíciója. Az űrrepülések kezdetétől, a Mercury-program és a Gemini-program során az indítóállás személyzetének vezetője Guenther Wendt – egy a Gemkapocs művelet során a Wernher von Braun-féle csoporttal az USA-ba érkező német rakétamérnök – volt (származása és kemény német akcentusa miatt tréfásan „Pad Führernek” nevezték az űrhajósok). Wendt a kezdeti amerikai űrhajók gyártója, a McDonnell alkalmazottja volt. Amikor az Apollo-programhoz a NASA a North American-re cserélte a McDonnellt, mint beszállító, Wendt megbízatása megszűnt. Az űrhajósok azonban ragaszkodtak a személyéhez, különösen így volt ez Schirrával, aki meggyőzte Deke Slaytont, hogy járjon közbe a North Americannél, hogy alkalmazza a Pad Führert. A NA hajlott rá és felvették Wendtet, aki végül az egész Apollo-program végéig vezette a felbocsátásokat.

### Embléma választás

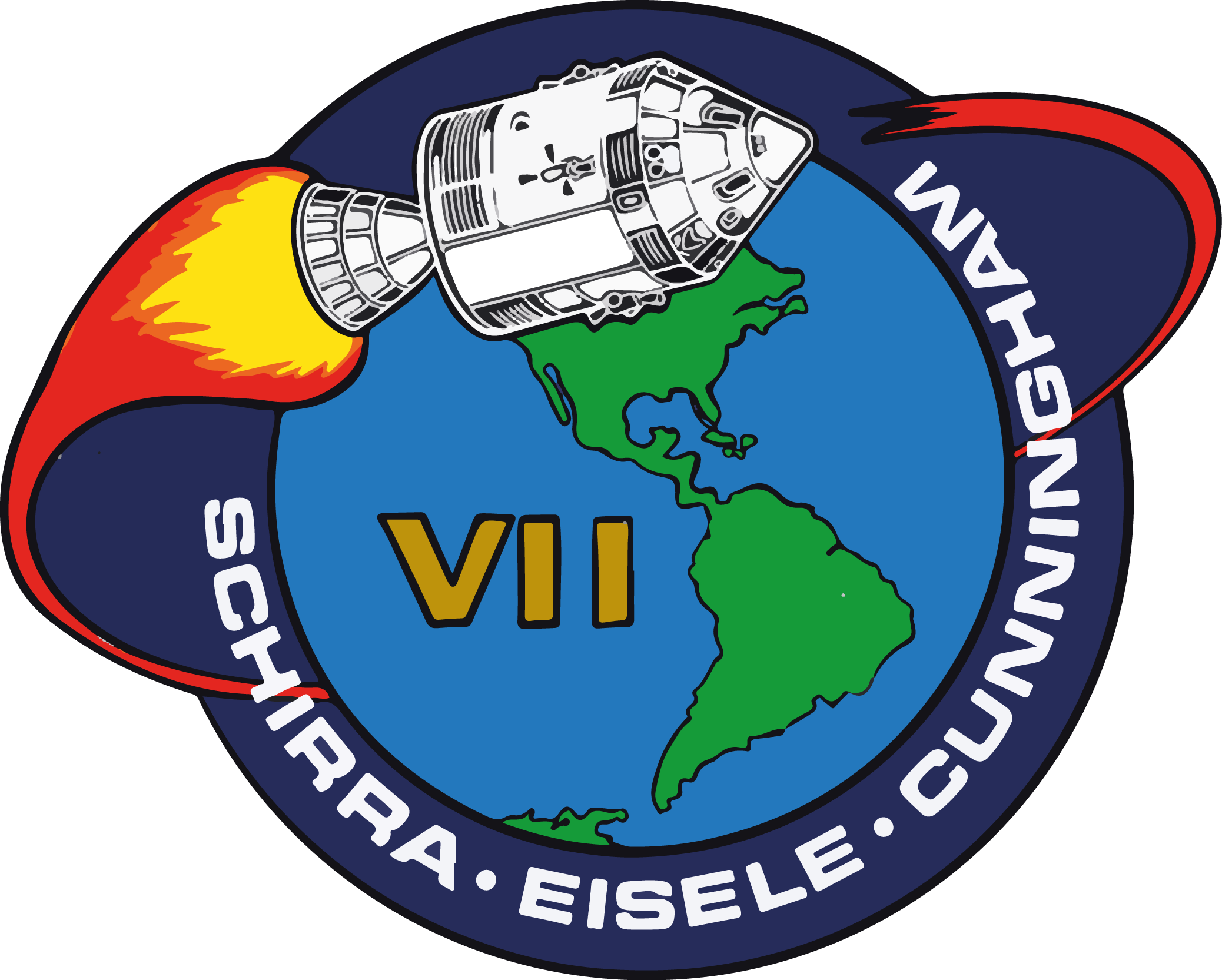
A repülés emblémája

Az Apollo–7 nyitotta meg az Apollo-programban azt a sort, amelyben az űrhajósok privilégiuma volt jelvényt tervezni (hívójelet egyelőre nem tudtak adni, mivel azt akkor hozta vissza ismét a NASA, amikor parancsnoki hajó és holdkomp is felszállt, és meg kellett különböztetni a két egységet, amikor külön repültek, de erre ezen az úton egyelőre még nem került sor). Az űrhajósok később elmondása szerint az első verzió a legénységi jelvényre egy főnixmadár hamvaiból feltámadó témáját ültették volna (több változatban is, ám ezt a NASA vezetése nem fogadta nagy lelkesedéssel, mivel nem akartak semmiféle utalást a tűzre és a balesetre).
E helyett aztán egy egyszerűbb elképzelést választottak, a repülés célját, az űrhajó Föld körüli berepülését állították a mondanivaló középpontjába. Ehhez egy kört és egy ellipszist kombináltak, a kör jelképezte a Föld bolygót, az ellipszis az űrhajó pályáját körülötte. Maga az űrhajó is rákerült az ellipszisre, mint fő motívum. A földet övező sávra kerültek fel az űrhajósok nevei, az űrhajó alá pedig a repülés sorszáma, a VII, római számmal. A jelvény tervezésében egy művész segítette a trió munkáját, akinek személye egészen 2008-ig ismeretlen maradt, ekkor azonban űrtörténészek kinyomozták, hogy a dizájn Allen Stevens, a North American Rockwell alkalmazásában álló grafikus nevéhez fűződik.

### Apollo–8
Az Apollo-program szövetében szinte azonnal a kezdeteknél egy éles váltást iktatott be a NASA. A CIA ugyanis 1968 folyamán azt a hírt hozta a Szovjetunióból, hogy a szovjetek is komolyan készülnek a Holdhoz és erre minden előkészületük rohamtempóban folyik és reális esélye van annak, hogy megelőzzék az amerikaiakat a Holdnál. Erre a fenyegetésre azt találta ki néhány NASA illetékes – élükön George Low főigazgató helyettessel –, hogy a D repülést előzzék meg az E repüléssel (az Apollo–8-at az Apollo–9-cel) és az E repülést radikálisan átalakítva az Apollo–8-at küldjék a Holdhoz mielőbb. Ez az adott helyzetben rendkívül merész húzásnak számított, olyannyira, hogy a legfelsőbb vezetés ódzkodott is erre engedélyt adni. Az ötlet azonban olyan briliáns volt és oly sok pozitívummal kecsegtetett, hogy elkezdtek dolgozni az elvi kidolgozásán, hogy meggyőzzék James Webbet, a NASA főigazgatóját. Végül az ötletet mégis megvalósíthatónak ítélték, de a főigazgatónak egyetlen komoly, áthághatatlan feltétele volt (amely közvetve az Apollo–7-et is érintette): Schirráék útján MINDENNEK tökéletesen kellett sikerülnie, hogy útjára engedjék a következő űrhajót a Holdhoz.

## Repülés

### Felszállás, pályára állás

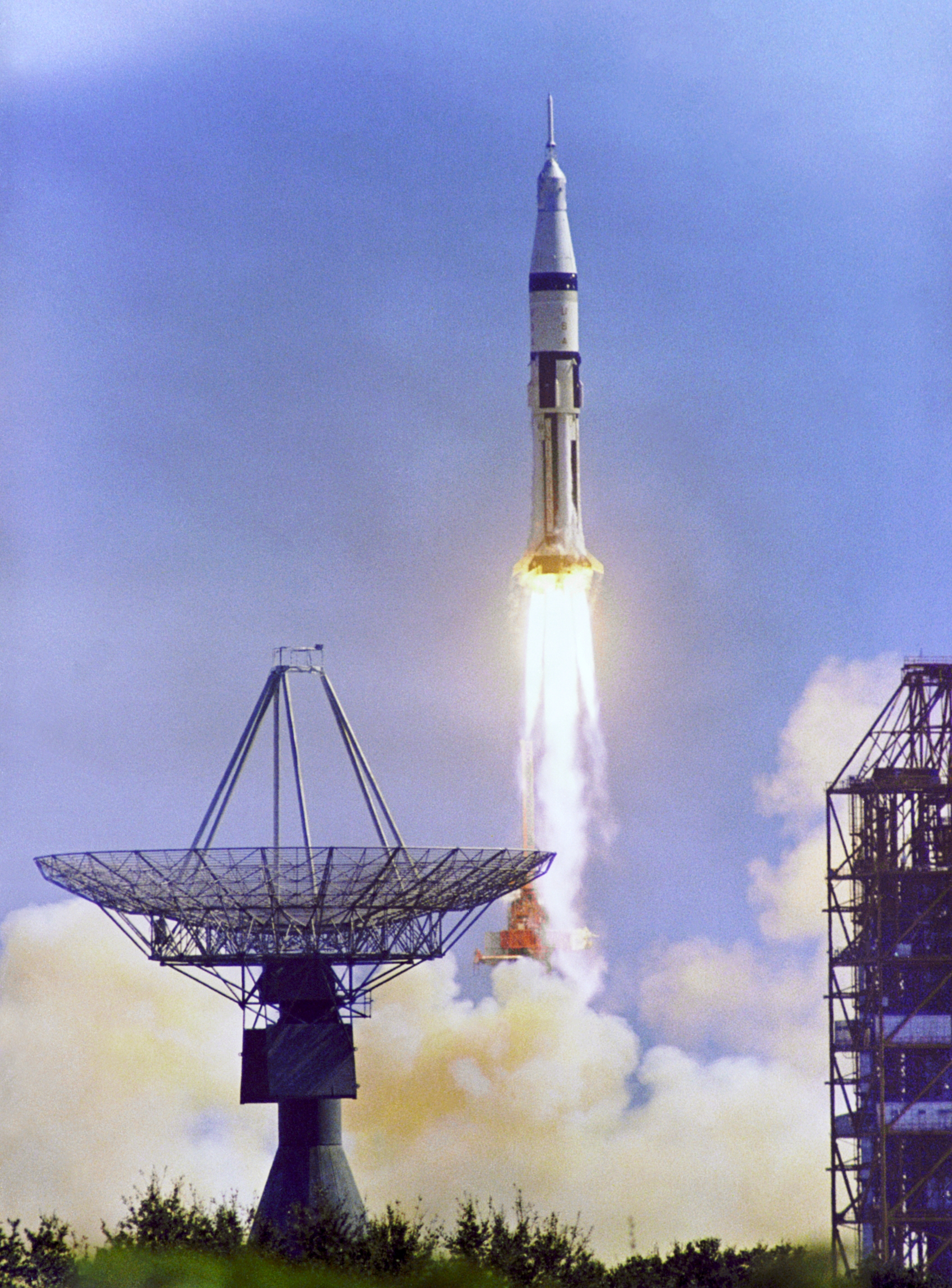
Az Apollo–7 startja

Az első emberes Apollo-startra 1968. október 11-ét tűzték ki dátumnak. Ekkor tervezték használni először a továbbfejlesztett, immár Block I/II jelölés nélküli, teljes értékű holdűrhajót. A repüléshez a North American a CSM–101 jelölésű példányt szállította le (magánál a gyártónál is a gyártmány már átesett egy háromfázisos szigorú minőség-ellenőrzésen, majd 1968. május 30-i leszállítását követően még Cape Kennedyn is további inspekciók vártak rá, a tökéletes minősítést kapott, lényegében hibátlan űrhajót engedték csak a startra). A cél eredetileg egy 14 napos repülés volt, amelyet az irányítás végül 11 naposra kurtított (igaz George Low, az Apollo Programiroda vezetője úgy foglalta össze Jim Webb, a NASA főigazgatója felé az Apollo–7 tervezett repülését, hogy „a fő feladatokat 3 nap alatt is végre lehet hajtani, de a repülés végét 11 napig nyitottan kezelik, hogy további adatokat nyerjenek”. Webb még egy meglepetést tartogatott a start előttre: 1968. október 6-án bejelentette, hogy a 62. születésnapján úgy döntött lemond a tisztségéről és visszavonul. Négy nappal később Schirra is bejelentette, hogy ez lesz az utolsó repülése és az Apollo–7 után nem kíván többé repülni.
A start napján azonban a szél kelet felől fújt, ami egy esetleges felszállás közbeni megszakítás és vészleszállás esetére azzal járt volna, hogy a szél Florida területe fölé vitte volna az űrhajót, ami a leérkezéskor súlyos kockázatokkal járt volna, a legénység sérülésével, esetleg halálával. Ráadásul az űrhajó még az eredeti, Apollo–1 típusú üléseket kapta meg, amelyek nem rendelkeztek elég energia elnyelő tulajdonsággal egy esetleges szárazföldi, keményebb leszállás esetére. A startot az irányítás mégis engedélyezte, annak ellenére, hogy Schirra már az üléseikben ülve protestált az adott szélviszonyok közötti felszállás ellen.
A startra végül 1968. október 11-én, helyi idő szerint 15:02:45-kor (20:02:45 UTC) került sor Cape Kennedy 34-es indítóállásáról. A Saturn IB hibátlan teljesítményt nyújtott és az űrhajó rendben pályára állt, az űrhajósok semmiféle rendellenességet nem jelentettek, helyette nagyon sima felszállásról számoltak be, sokkal simábbról, mint a Gemini-repülések során használt Titan rakéták felszállásakor.
A pályára állás utáni azonnali feladat volt egy szimulált összekapcsolódás az S-IVB-ben levő holdkomputánzattal (a valódi holdkompnak az S-IVB felső részében alakítottak ki egy teret, az ún. holdkompadaptert, ami ezen az úton nem hordozott semmit, azonban az adapter szájánál egy ugyanolyan makettet alakítottak ki, mint a holdkomp radarantennája és dokkolókúpja). A Holdhoz vezető repüléseken ekkor az ún. transzpozíció és dokkolás, majd holdkomp retrakció művelet következett, amely abból állt, hogy az Apollo űrhajó levált az S-IVB fokozatról és 30-50 méterre eltávolodott tőle, majd a kormányhajtóművek segítségével a tömegközéppontja körül 180 fokban visszafordították az orrát – lényegében farral előre repült tovább a pálya mentén –, ezután ezt a 30-50 métert visszamanőverezték az űrhajósok és bedokkoltak a  holdkomp dokkolószerkezetébe, majd az összekapcsolt szerkezetet szintén a kormányhajtóművek kis löketei segítségével kivontatták az S-IVB-ből. Az Apollo–7 legénysége a művelet első részének, azaz az űrhajó visszafordításának és a dokkolásig vezető manővereknek a kipróbálását adták ki feladatul.
A műveletet Donn Eisele, a parancsnoki egység pilótája végezte. A leváláskor kisebb probléma is felmerült, az S-IVB kúpos zárólemezei, amelyek a holdkompadaptert fedték, nem robbantak le megfelelően, csak kinyíltak és virágszirmok módjára nyíltak szét. Az éppen CapCom szolgálatot teljesítő Tom Stafford a vele Gemini–IX-cel előfordult „Mérges Aligátort” idézte fel, ahol az orrkúp éppen ugyanígy hibásan nyílt szét. Az irányítás úgy ítélte meg, hogy ezúttal a takarólemezek teljesen szabad utat engedtek a manőverhez, semmiféle veszéllyel nem fenyegetve az űrhajót vagy az űrhajósokat. Eisele sikerrel fordította meg az űrhajót, és szintén sikerrel mutatta be a dokkolás szimulációt, utat nyitva a további Apollo-repülések előtt.

### Feladatok az orbitális pályán

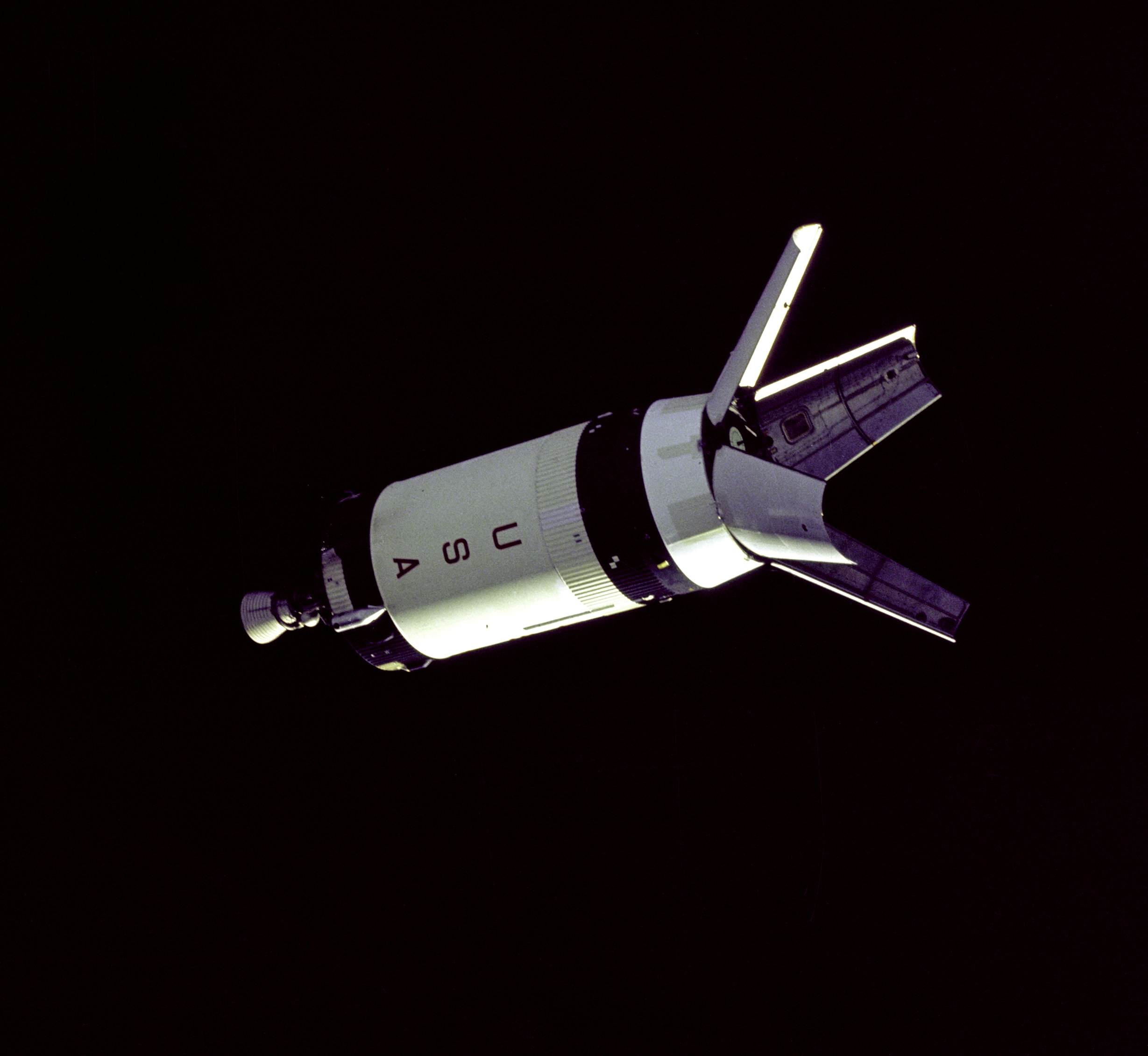
Az S-IVB a részlegesen kinyílt burkolólemezekkel

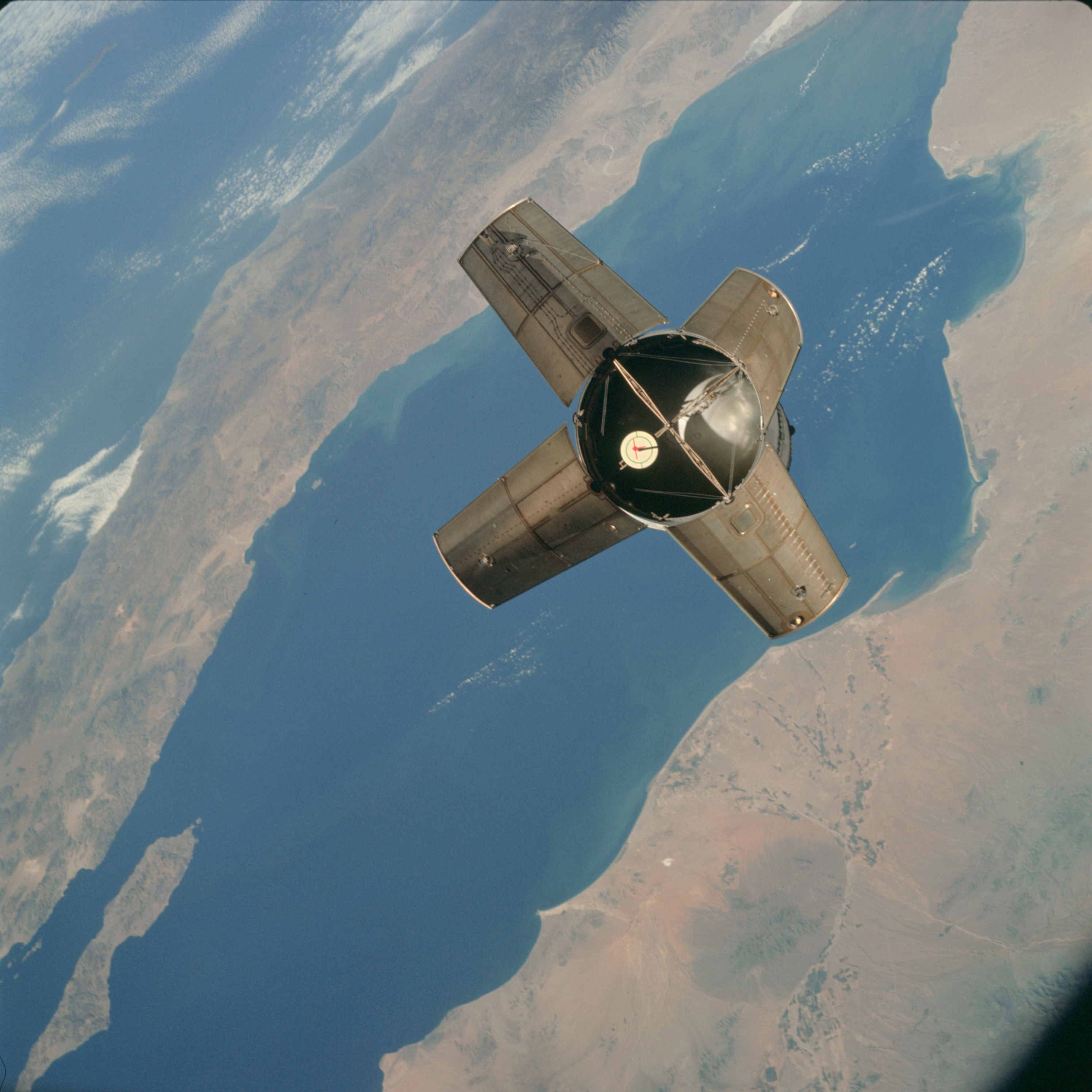
Az S-IVB a randevú- és dokkolásszimuláció közben

Az első feladatok a Föld körüli keringésben a hajtómű tesztjeire vonatkoztak. Az egész rendszer, sőt inkább az egész holdra szállási koncepció egyik kulcseleme az Apollo űrhajó főhajtóműve, az SPS hajtómű (Service Propulsion System – Műszaki Egység Meghajtó Rendszer) volt. A tervek szerint ennek fő feladata volt, hogy lelassítsa a Holdhoz érkező űrhajórendszert Hold körüli pályára, majd a feladatok végeztével újra kigyorsítson onnan és Föld irányú pályára állítsa vissza azt (ezen kívül még néhány pályaközi korrekció elvégzése is a feladata volt, de ezek jelentősége eltörpült az előzőekben említett feladat mellett). A feladatok között tehát szerepelt összesen 8 hajtóműindítás, amelyek során 1%-os tűréshatáron belül kellett alakulnia a hajtómű teljesítményének. A legelső hajtóműindítás szokatlan élménnyel ajándékozta meg a személyzetet. A Saturn V S-IVB-je működött egyedül az űr vákuumában, de az sima, lökésektől mentes teljesítményt nyújtott. Ezzel szemben, amikor az SPS-t beindították, a parancsnok önkéntelenül is Subi-dubi-dúúúú! kiáltásban tört, ki, mint a Flinstone család főhőse, Frédi. Donn Eisele egy későbbi interjújában ...„egy igazi csizmarúgásnak éreztük a hátsónkban”... jellemezte. A NASA számára azonban a lényeg: az SPS a várt, tökéletes teljesítményt nyújtotta, ráépíthető volt az egész program.
A hajtóműtesztek után a legénység a rendszerek ellenőrzésével foglalatoskodott. Az űrhajó rendszerei az elvárásoknak megfelelően működtek a legtöbb esetben, a problémás rendszerek sem okoztak nagyobb problémát: az üzemanyagcellák esetében néha túlmelegedést észleltek, de ezt a terhelésmegosztók kiegyenlítették, aztán panaszra adtak okot néha a létfenntartó rendszer szivattyúi és ventilátorai a zajos működésükkel, így néha le-lekapcsolták egyiket, másikat. És végül folyamatos problémát jelentett a hűtőrendszer vezetékein kicsapódó pára, ami kis tócsákat alkotott a keletkezés helye környékén. Az űrhajósok ezeket a tócsákat gondosan kiporszívózták az űrbe a vizeletürítő csövek segítségével.
Az űrhajósok feladata volt az ablakokon keresztül vizuális megfigyelések elvégzése is. Ezek azonban az ablakok állapotától függően néha nehézségekbe ütköztek. Például a mentőtorony és vele a kabin védőburkolatának leválasztását követően egyik másik ablak beszennyeződött (általában a különböző hajtóművek, piropatronok égéstermékeitől), valamint volt olyan ablak is, amely erősen bepárásodott. Ezeket az ablakokat kellett egyébként használni a navigációs helymeghatározáshoz is, amelyet egy szextánssal végeztek az előre meghatározott 37 referenciacsillag használatával, illetve a kilátás nagy szerepet kapott az S-IVB-vel való randevú és kötelékrepülés során is. Néha nehéz volt meghatározni, hogy az égnek egyáltalán melyik része felé néz az ablak, de összességében kielégítő volt a rajtuk keresztül való tájékozódás, így a későbbi expedíciók is tudták ezt a metódust alkalmazni.
Az űrhajósok számára új élményt jelentett a kabin tágas belterében való szabad mozgás is. A Geminin nem állt rendelkezésre ekkora tér, itt azonban szabadon lehetett lebegni egy tágas környezeten belül, ami meglehetősen pozitívnak számított az űrhajósok körében. Azonban a szabad mozgás közben nagy becsülete lett a fix pontokhoz rögzített mozgásoknak is, az űrhajósok keresték a lehetőségét, hogy minél többet gyakoroljanak a magukkal vitt nyújtóeszközöknek. Különösen az alvás utáni mozgás volt fontos: amikor egy-egy űrhajós elment aludni, a súlytalanságban önkéntelenül is egyfajta magzatpózt vettek fel, amelyben az izmaik szokatlan helyeken feszültek meg és ernyedtek el, ezért alvás után népszerű foglalatosság volt a fájó izmaik kinyújtása.
A mindennapi élethez hozzátartozó dolgok, mint az alvás, vagy az étkezés is tartogattak nehézségeket. A NASA megpróbálta megújítani az űrhajósoknak szánt űrételeit, és új eljárásokat vezetett be. A Mercury- és Gemini-repülések tubusos ételeit felváltották a fagyasztva szárított ételek, amelyhez hideg vagy meleg vizet kellett csak adniuk az űrhajósoknak és máris fogyasztható lett. Az e téren tapasztalatokkal rendelkező Schirra úgy írta le a változást: ...„még mindig nem ér fel a házi koszttal, de már sokkal jobb, mint amihez űrkaja címszó alatt hozzászoktunk”.... Ugyanakkor a liofolizált étel sok bosszúságot is okozott. Könnyen morzsálódott, és étkezéskor a kabinban mindenütt morzsák repkedtek. Az étkezési szakemberek napi 2500 kalóriás adagokat porcióztak ki, amelynek jelentős részét energiaszeletekben kapták az űrhajósok, ám ezt túl édesnek találták és szinte megutálták az út alatt. Az alvás volt egy másik problémás terep az űrhajósok számára. Az űrhajósok váltásokban aludtak, azaz mindig volt ébren valaki és mindig aludt is, és a folyamatos, 24 órán keresztül zajló munka, az ahhoz tartozó rádiózás meglehetősen zavaró volt (ahogy ezt már a korábbi programokban is megtapasztalták). Ráadásul az előírt pihenési idők nem alkalmazkodtak a földi bioritmushoz, délután 4:00-kor, de hajnali 4:00-kor is kezdődött alvásidő. Az alvás az ülések alatti térben, egy-egy hálózsákban történt, amelyek kényelmetlenek voltak, az űrhajósok úgy nyilatkoztak a repülés után, hogy a zsákokat tartó szíjak pont rossz helyen voltak. Megpróbáltak az üléseikben aludni, Cunningham volt, aki különösen preferálta ezt a módot, ahol a vállánál és a derekánál rögzítette magát egy-egy szíjjal, ám ha ketten is az ülésükben aludtak, egyszerűen útban voltak a fenn lévő űrhajós tevékenységéhez.

### Feszültség az űrhajósok és az irányítás között

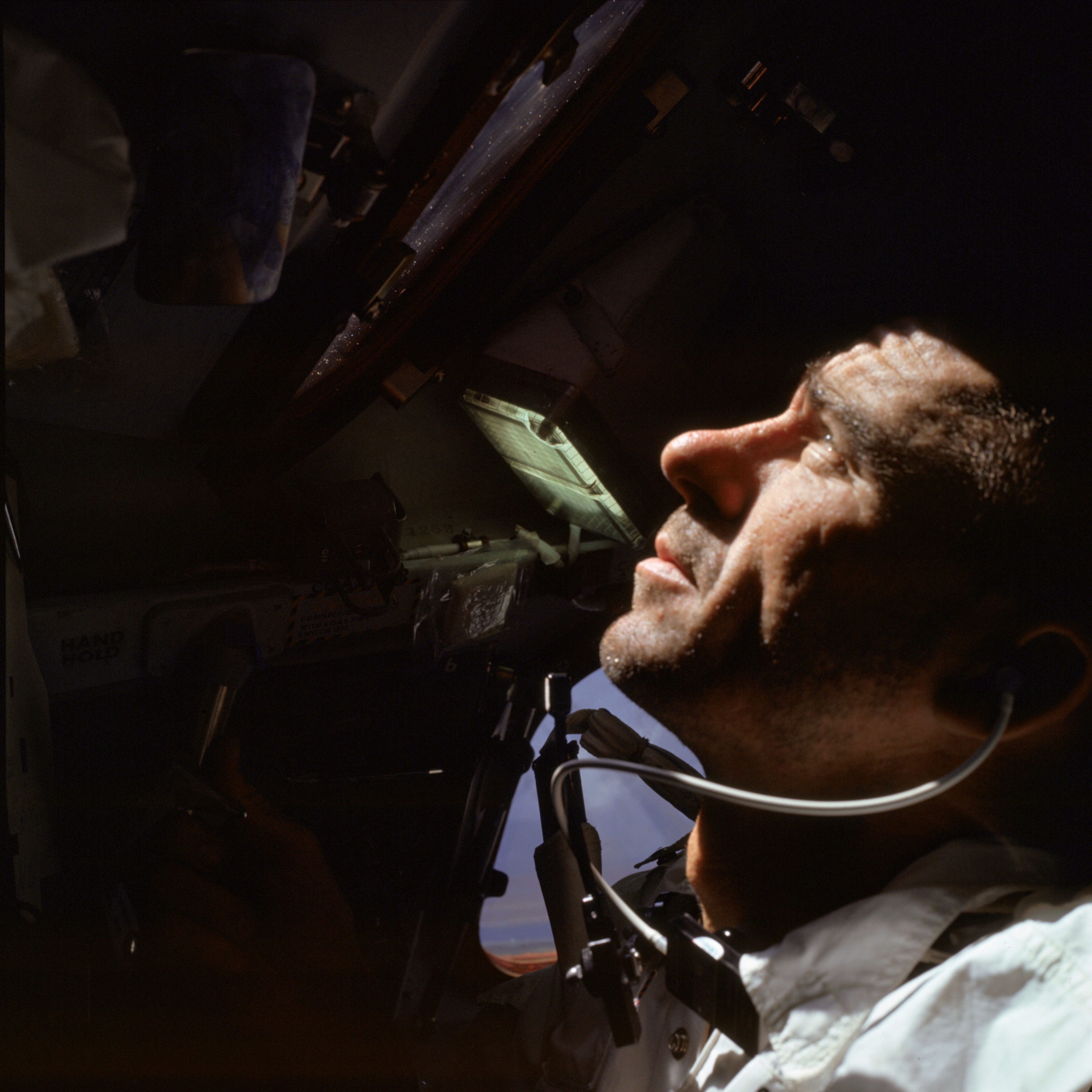
Cunningham a repülés közben

A repülés legnagyobb különlegességét és nehézségét az jelentette mind az űrhajósok, mind az irányítás számára, hogy rengeteg feszültség keletkezett közöttük – ezzel egyedülálló volt a repülések között – és az űrhajósok már-már zendülésben törtek ki. Ezt az állapotot már a startnál megalapozta, hogy a biztonsági ajánlások ellenére kedvezőtlen szélviszonyok között indították el az űrhajót, majd tovább fokozta, hogy előbb Schirra, majd a másik két társa is náthára kezdett panaszkodni. Ez utóbbit rosszul viselték az űrhajósok (a földivel ellentétben ez másképpen viselkedett, az orrváladék nem ürült ki gravitáció híján, helyette fájó, feszítő érzést okozott és a tünetek lassan is múltak), ingerlékenyek lettek a diszkomfort érzéstől. A problémák az időbeosztásból származtak. Bár George Low úgy fogalmazott, hogy csak 3 napra való munka akad az űrhajósok számára, Schirráék ezt másképpen látták. A legtöbb feladat tovább tartott, mint a becsült ideje, és néha így egymásra is torlódtak. A nézeteltérések először a tévéközvetítéssel kapcsolatban merültek fel.
A NASA egy tévékamerát is felküldött az űrhajóval és azt tervezte, hogy először a történelemben élő tévéközvetítést tartanak egy űrhajó fedélzetéről (az első tévéfelvételek még Gordo Cooper Mercury–Atlas–9 repülésén készültek, amelyek ún. „slow scan” technikát alkalmaztak és nem kerülhettek élő adásba, csak felvételről játszhatták le). Schirra azonban eleve felesleges felszerelési tárgynak tartotta az eszközt, mivel tartott tőle, hogy megzavarja a munkájukat. Amikor eljött a tévéközvetítés ideje, tényleg lett volna átfedés a tévéadás és más feladatok elvégzése között, ezt Schirra szóvá is tette és protestált a tévéadás ellen. A parancsnok annyira megmakacsolta magát, hogy egyszerűen nem akart tévéadást. Deke Slaytonnak kellett parancsszóval közbeavatkoznia, aminek hatására mégis megvalósult a közvetítés, amely egyébként jókedvűen zajlott, az űrhajósok tréfás táblákat mutattak fel alattuk, akárcsak a Mercury-repülések tréfái voltak és kazettás magnóról különböző zenéket adtak be a kabinból.
Egy másik nagy nézeteltérés volt az űrhajósok és az irányítás között a visszatérés, illetve annak során a sisak viselése vagy nem viselése volt. A megfázás miatt felgyülemlett váladék füldugulást is okozott. Ez a visszatéréskor a fellépő nyomásváltozások miatt kellemetlenségekkel járt volna, a legrosszabb eshetőség volt, hogy kiszakad a dobhártyájuk. Schirráék erre azt találták ki, hogy a visszatéréskor sisak nélkül tegyék meg az utat, ami ellenkezett minden korábbi tapasztalattal és előírással. Az irányítás és az űrhajósok többször is beszéltek erről, előbbi ragaszkodott volna a szabályokhoz, utóbbiak viszont ragaszkodtak a saját ötletükhöz. Végül az űrhajósok kitartottak az elképzelésük mellett, cserébe viszont a NASA illetékesei Eiselét és Cunninghamet kivették a legénységi körforgásból (Schirra korábban bejelentette, hogy nem repül többé), és soha többé nem vették számításba őket űrhajó személyzet tagjaként.

### Leszállás

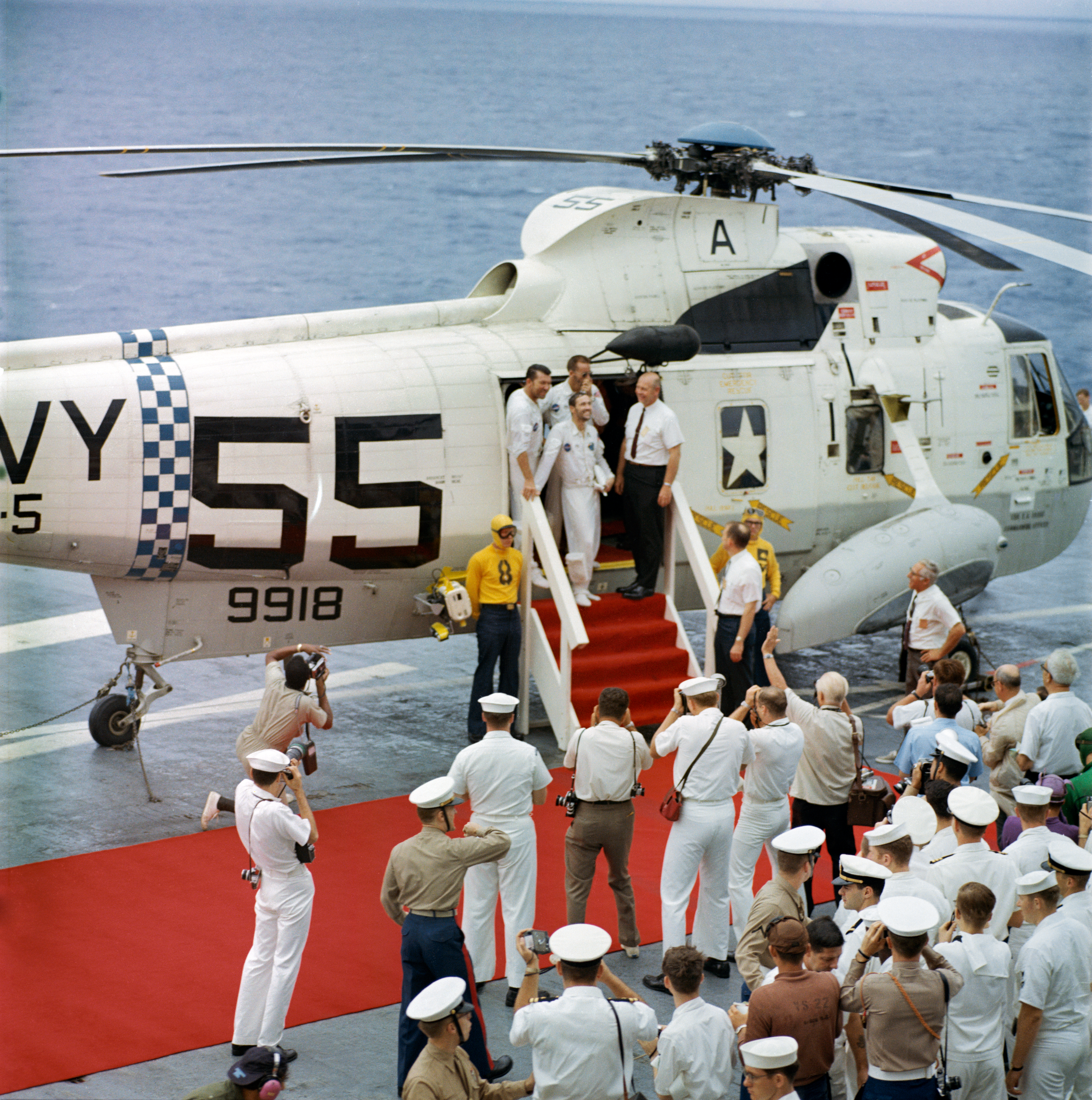
A legénység a U.S.S. Essex fedélzetén

Az irányítás eredetileg 11 naposra tervezte az utat (bár ún. open-end besorolást kapott a terv, miszerint akár meghosszabbítható is lett volna), ám a leszállást az eredeti tervek szerint végezték el. Így 1968. október 22-én, 10 nap, 20 óra 9 perc 3 másodperc repülés után – még hűen a Mercury- és Gemini-hagyományokhoz – az Atlanti-óceánon, a Kis-Antilláktól északra, a Bermuda-szigetektől délre csobbant az óceánba a visszatérő űrhajó. Az űrhajó a leérkezés után felfordult és fejjel lefelé állapodott meg a hullámokon, ám az űrhajósok hamar felfújták az ilyen helyzetekre rendszeresített, felfújható ballonokat a kabin tetején, amely hamar normál helyzetbe fordította az űrhajót. A mentésre kiérkező U.S.S. Essex repülőgép hordozó 13 kilométerre tartózkodott, és hamar a fedélzetére vette a fáradt, de boldog űrhajósokat.
A repülés utáni kiértékelés – dacára az irányítás és a legénység között fellépő súrlódásoknak – teljes sikernek értékelte a repülést, minden előzetes célkitűzés teljesült, az Apollo űrhajó pedig teljes mértékben megfelelőnek találtatott a későbbi holdexpedíciók követelményeinek és utat nyitott az Apollo–8 két hónap múlva esedékes, Holdat megkerülő útjának. Egyben az Apollo-programban a repülés rögtön le is zárta a Saturn IB rakéták alkalmazását, arra csak az Apollo–Szojuz-programban és a Skylab-programban került sor legközelebb. Illetve ez jelentette a 34-es indítóállás alkalmazásának végét is, mivel később a 39-es indítóállásról startoltak még a kis rakéták is. Az indítóállást 1969-ben be is zárták és lebontották, így a NASA ezzel a repüléssel startolt utoljára a Cape Canaveral Air Force Station területéről.

## Apollo–8/Szojuz–3
Az Apollo–7 startjának idején már nem is igazán a holdűrhajó első kipróbálás volt a fontos téma, a NASA sokkal messzebbre tekintett. Az űrverseny tovább dübörgött, ám az 1967-es katasztrófák – az Apollo–1 tüze, majd a Szojuz–1 lezuhanása – mindkét programot visszavetette, az volt a nagy kérdés, hogy ki lábal ki előbb a katasztrófák ásta gödörből. A CIA értesülései szerint a szovjetek is jó úton jártak és egy decemberi holdrepülést tűztek ki célul. A hírszerzés értesüléseit az is alátámasztotta, hogy sorra startoltak a Hold felé a Zond űrhajók (a Szojuz űrhajók ember nélküli automata változatai) és éppen az Apollo–7 repülése közben, 1968. október 26-án startolt el a Szojuz–3 űrhajóval Georgij Beregovoj űrhajós és bár a küldetés bizonyos tekintetben félsikert hozott – a személyzet nélküli Szojuz–2 űrhajóval kellett volna randevúznia és dokkolnia, de a dokkolás nem sikerült –, az új Szojuz űrhajó berepülése sikerrel járt, űrhajó tekintetében az oroszok is készen álltak a Hold elérésére. Ebben a közegben George Low agyából pattant ki az a mesterterv, hogy elvileg terveznek egy E-jelű küldetést a harmadik úton, amely jelentős magasságemelés után a holdi visszatérést szimulálná, de a magasságemelésnek mindegy, hogy csak szimulálja a holdi sebességet, vagy el is jut a Holdig és onnan tér vissza.
Az ötleten felbuzdulva a NASA illetékes vezetői átírták az E repülés forgatókönyvét és a Holdhoz küldték. Majd mivel a holdkomp fejlesztése késedelemben volt, az annak kipróbálására irányuló, az E-repülést megelőző D-repülést kicserélték és az új ötletet előrébb hozták időben, a szovjetekével megegyezően 1968 decemberére. Jim Webb, a NASA főigazgatója először őrültségnek tartotta az ötletet és mereven ellenállt. Azonban a több területről érkező egyhangú támogatást érzékelve megváltoztatta a véleményét és engedélyezte a terv részletes kidolgozását. Ennek során változtak az immár Apollo–8 jelet kapott repülés céljai még bátrabbá: az űrhajó nemhogy csak elrepült volna a Holdig és vissza, hanem pályára is állt volna körülötte és 10 keringésnyi ideig ott is maradt volna. Ezzel a tervvel, amennyiben sikerrel hajtják végre, óriási lépést tettek volna az amerikaiak az űrversenyben, propaganda szintjén elhódították volna a Holdat az oroszok elől. Webb főigazgató egyetlen komoly, áthághatatlan feltételt támasztott, hogy az Apollo–8 ilyen formában startolhasson el: az Apollo–7-en előtte mindennek tökéletesen kell működnie.

## Adatok
- Tömeg: 14 781 kg;
- Perigeum: 231 km;
- Apogeum: 297 km;
- Pályahajlás: 31,63°;
- Keringési idő: 89,78 perc;

### Magyar oldalak
- Az Apollo–7 repülése[halott link]
- Napisten szekere az égre hág: 35 éve startolt az első Apollo űrhajó (1. rész)
- Napisten szekere az égre hág: 35 éve startolt az első Apollo űrhajó (2. rész)

### Külföldi oldalak
- Apollo–7 (23) The Walt, Wally & Don Show (Kennedy Space Center)
- Apollo 7 entry in Encyclopedia Astronautica